# Від Белец
Від Белец (словен. Vid Belec, нар. 6 червня 1990, Марибор) — словенський футболіст, воротар кіпрського клубу АПОЕЛ та національної збірної Словенії.

## Клубна кар'єра
Народився 6 червня 1990 року в місті Марибор. З 12 років займався футболом в академії клубу «Марибор», з якого у 2007 році разом з Рене Крхіном перебрався до прімавери «Інтернаціонале».
У листопаді 2009 року Белец підписав свій перший професійний контракт з «Інтернаціонале» на п'ять років, але став лише четвертим воротарем команди після досвідчених Франческо Тольдо, Жуліо Сезара та Паоло Орландоні, тому на поле за основну команду так і не вийшов.
Протягом 2010—2012 років на правах оренди захищав кольори клубу «Кротоне» у Серії Б, де був основним воротарем.
Влітку 2012 року Белец був повернутий в «Інтернаціонале» як третій воротар після співвітчизника Саміром Хандановича і Луки Кастеллацці. 30 серпня 2012 року, на 33 хвилині матчу проти румунського «Васлуя» (2:2) в раунді плей-оф Ліги Європи, замінив за рахунку 0:0 вилученого Кастеллацці і пропустив два голи. Всього в тому сезоні Белец зіграв у трьох матчах Ліги Європи і пропустив 7 голів. В інших турнірах за «Інтер» так і не зіграв.
З літа 2013 року протягом сезону виступав за португальський «Ольяненсі», після чого з вересня 2014 року до лютого 2015 грав в оренді за турецький «Коньяспор».
31 серпня 2015 року підписав однорічний контракт з новачком Серії А «Карпі», у складі якого і дебютував у найвищому італійському дивізіоні. За результатами сезону 2015/16 команда з Карпі понизилася у класі, проте воротар продовжив виступи у її складі і наступний сезон провів у другому італійському дивізіоні.
Влітку 2017 року перейшов «Беневенто», а за півроку став гравцем «Сампдорії». В останній команді був одним з резервних голкіперів. 25 червня 2019 року на умовах річної оренди приєднався до кіпрського АПОЕЛа.
Після повернення з оренди до «Сампдорії» знову не отримав шансу заграти і за декілька місяців, у вересні 2022 року перейшов до друголігової «Салернітани». У цій команді став основним воротарем і в першому ж сезоні допоміг їй здобути підвищення в класі. По ходу сезону 2021/22 провів 23 гри на рівні Серії A.
Влітку 2022 року повернувся до кіпрського АПОЕЛа, з яким уклав повноцінний трирічний контракт.

## Виступи за збірні
2006 року дебютував у складі юнацької збірної Словенії, взяв участь у 9 іграх на юнацькому рівні.
7 червня 2014 року дебютував в офіційних матчах у складі національної збірної Словенії в товариській грі проти збірної Аргентини (0:2). Згодом регулярно викликався до лав національної команди, проте на поле виходив лише епізодично, основним воротарем збірної став лише 2018 року, зокрема захищав її ворота в усіх іграх групового етапу тогорічної Ліги націй УЄФА.
| Дата       | Місто                  | Господарі          | Результат | Гості       | Турнір                               | Голи | Примітки |
| ---------- | ---------------------- | ------------------ | --------- | ----------- | ------------------------------------ | ---- | -------- |
| 7-6-2014   | Ла-Плата (місто)       | Аргентина          | 2 – 0     | Словенія    | товариський матч                     | −2   |          |
| 30-5-2016  | Мальме                 | Швеція             | 0 – 0     | Словенія    | товариський матч                     | −    |          |
| 5-6-2016   | Любляна                | Словенія           | 0 – 1     | Туреччина   | товариський матч                     | −1   |          |
| 14-11-2016 | Вроцлав                | Польща             | 1 – 1     | Словенія    | товариський матч                     | −1   | 84'      |
| 23-3-2018  | Клагенфурт-ам-Вертерзе | Австрія            | 3 – 0     | Словенія    | товариський матч                     | −3   |          |
| 27-3-2018  | Любляна                | Словенія           | 0 – 2     | Білорусь    | товариський матч                     | −2   |          |
| 2-6-2018   | Подгориця              | Чорногорія         | 0 – 2     | Словенія    | товариський матч                     | −    |          |
| 6-9-2018   | Любляна                | Словенія           | 1 – 2     | Болгарія    | Ліга націй УЄФА 2018-2019 - 1-й етап | −2   |          |
| 9-9-2018   | Нікосія                | Кіпр               | 2 – 1     | Словенія    | Ліга націй УЄФА 2018-2019 - 1-й етап | −2   |          |
| 13-10-2018 | Осло                   | Норвегія           | 1 – 0     | Словенія    | Ліга націй УЄФА 2018-2019 - 1-й етап | −1   |          |
| 16-10-2018 | Любляна                | Словенія           | 1 – 1     | Кіпр        | Ліга націй УЄФА 2018-2019 - 1-й етап | −1   |          |
| 16-11-2018 | Любляна                | Словенія           | 1 – 1     | Норвегія    | Ліга націй УЄФА 2018-2019 - 1-й етап | −1   |          |
| 19-11-2018 | Софія                  | Болгарія           | 1 – 1     | Словенія    | Ліга націй УЄФА 2018-2019 - 1-й етап | −1   |          |
| 7-10-2020  | Любляна                | Словенія           | 4 – 0     | Сан-Марино  | товариський матч                     | −    |          |
| 11-11-2020 | Любляна                | Словенія           | 0 – 0     | Азербайджан | товариський матч                     | −    |          |
| 15-11-2020 | Любляна                | Словенія           | 2 – 1     | Косово      | Ліга націй УЄФА 2020-2021 - 1-й етап | −1   |          |
| 1-6-2021   | Скоп'є                 | Північна Македонія | 1 – 1     | Словенія    | товариський матч                     | −1   | 46'      |
| 4-6-2021   | Копер                  | Словенія           | 6 – 0     | Гібралтар   | товариський матч                     | −    | 15'      |
| Усього     |                        | Матчів             | 18        |             | Голів                                | −19  |          |

## Титули і досягнення
- Володар Суперкубка Кіпру (2):

АПОЕЛ: 2019, 2024